# Église Saint-Guingalois de Château-du-Loir
L'église Saint-Guingalois est une église située à Château-du-Loir, dans le département français de la Sarthe.

## Historique
L'église Saint-Guingalois tient son nom des reliques de saint Guénolé (devenu Guingalois) qui y furent amenées par des moines bénédictins bretons à l'époque des invasions normandes. C'est de cette époque que date la fondation du prieuré. La collégiale Saint-Guingalois fut bâtie vers 1070 et cédée aux moines de l'abbaye de Marmoutier. 
Pierre de Ronsard fut notamment prieur de Saint-Guingalois de 1569 à 1585. L'église Saint-Guingalois devient paroissiale à la Révolution. 
L'église, y compris la crypte et la sacristie, est inscrite au titre des monuments historiques le 20 avril 1967.

## Description
L'église possède un chœur gothique du XIIIe siècle et une nef lambrissée au XVIe. Le transept ainsi que le clocher datent du XIXe. Le buffet d'orgue bénéficie d'un classement aux monuments historiques au titre d'objet depuis le 23 juin 1988.